# تخلیه پزشکی

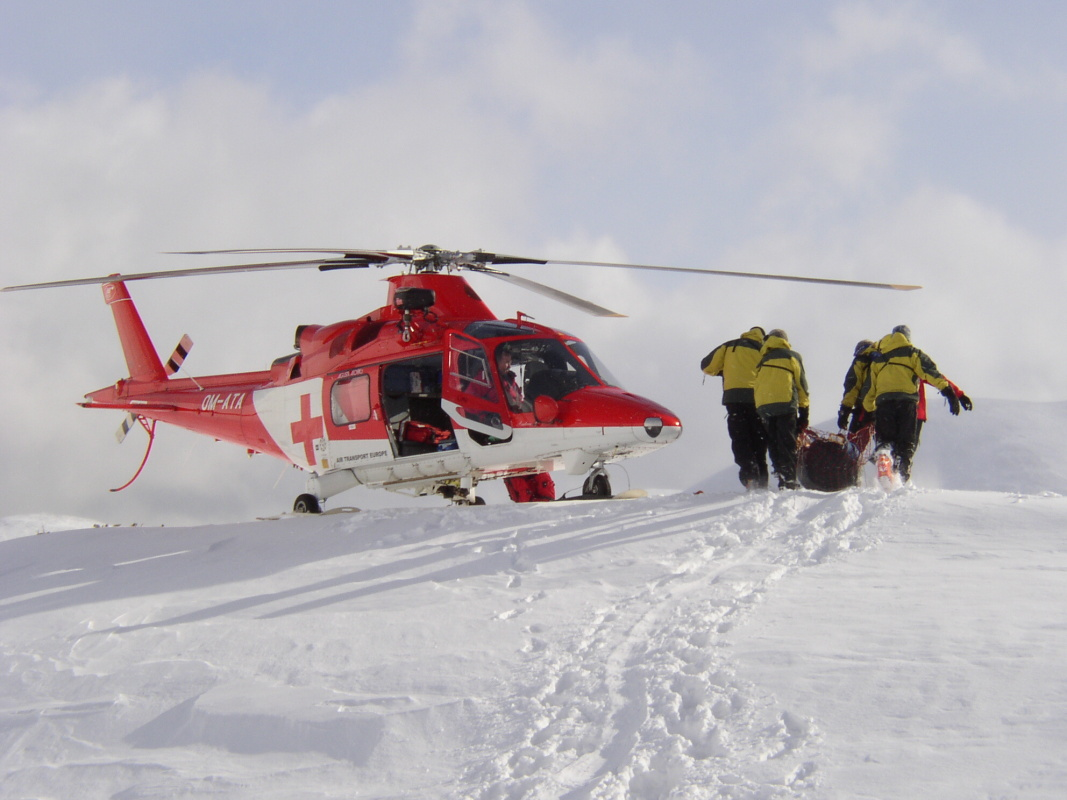
هلیکوپتر ای‌دبلیو۱۰۹ یک بیمار را از کوه‌های تاترا در اسلواکی تخلیه می‌کند

تخلیه پزشکی (انگلیسی: Medical evacuation medivac, medevac) حرکت به‌موقع و مؤثر و مراقبت در مسیر توسط پرسنل پزشکی است که به مجروحانی که از میدان جنگ تخلیه می‌شوند، به بیماران مجروح که از صحنه تصادف خارج می‌شوند، یا به بیمارانی در یک بیمارستان روستایی نیاز به مراقبت‌های فوری در یک مرکز مجهزتر دارند، با استفاده از آمبولانس‌های هواییِ مجهز، به ویژه بالگرد ارائه می‌شود.
به‌عنوان مثال می‌توان به وسیله‌های اورژانس پیش‌بیمارستانی غیرنظامی، خدمات بالگردهای هواپزشکی غیرنظامی و آمبولانس‌های هوایی نظامی اشاره کرد. این اصطلاح همچنین انتقال بیماران از میدان جنگ به یک مرکز درمانی یا از یک مرکز درمانی به مرکز درمانی دیگر توسط پرسنل پزشکی، مانند انتقال از یک بیمارستان محلی به یک مرکز تروما را در بر می‌گیرد.

## تاریخچه

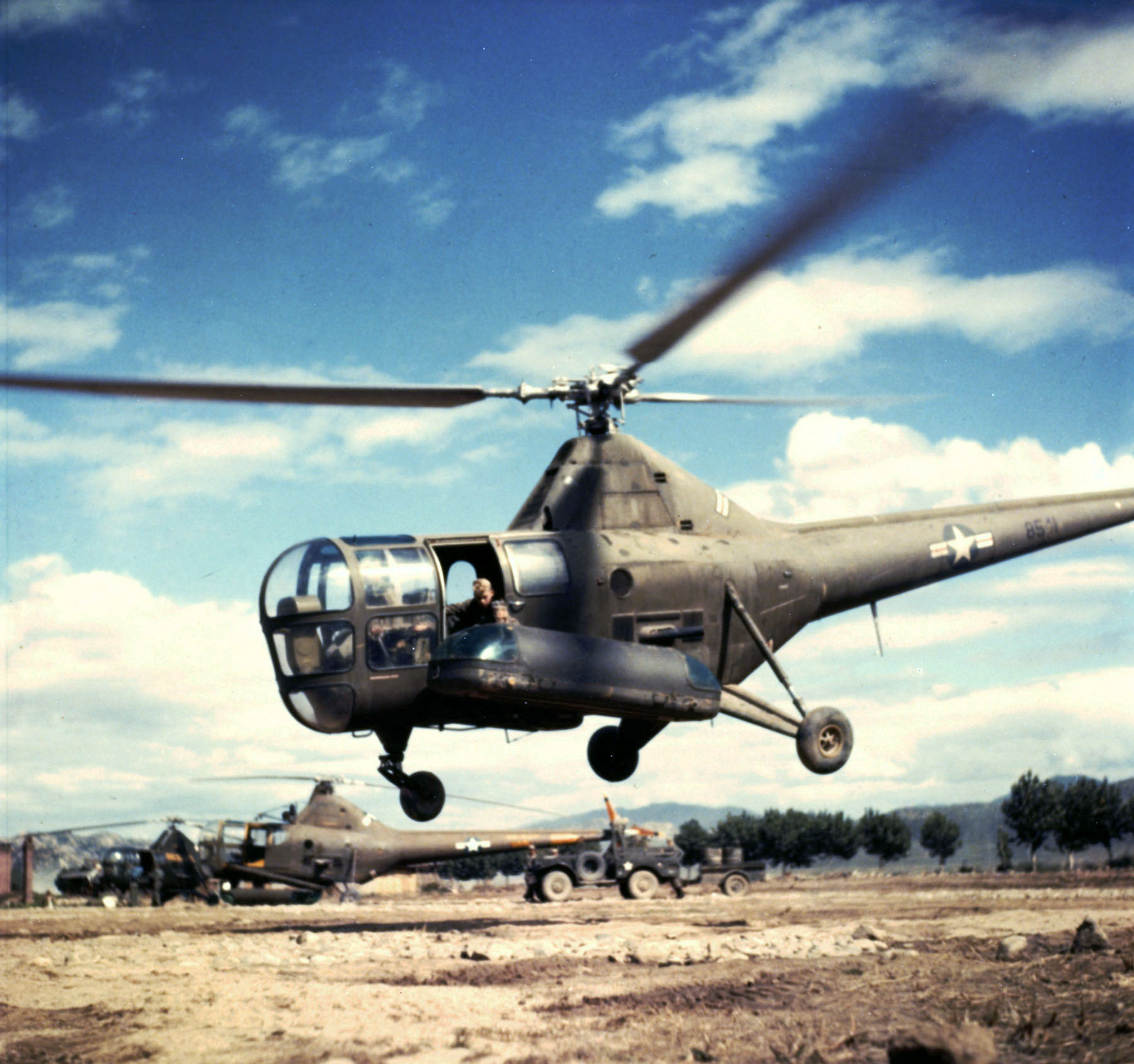
تصویر یک بالگرد سیکورسکی اچ-۵ نیروی هوایی آمریکا مجروحان را در طول جنگ کره تخلیه می‌کند.

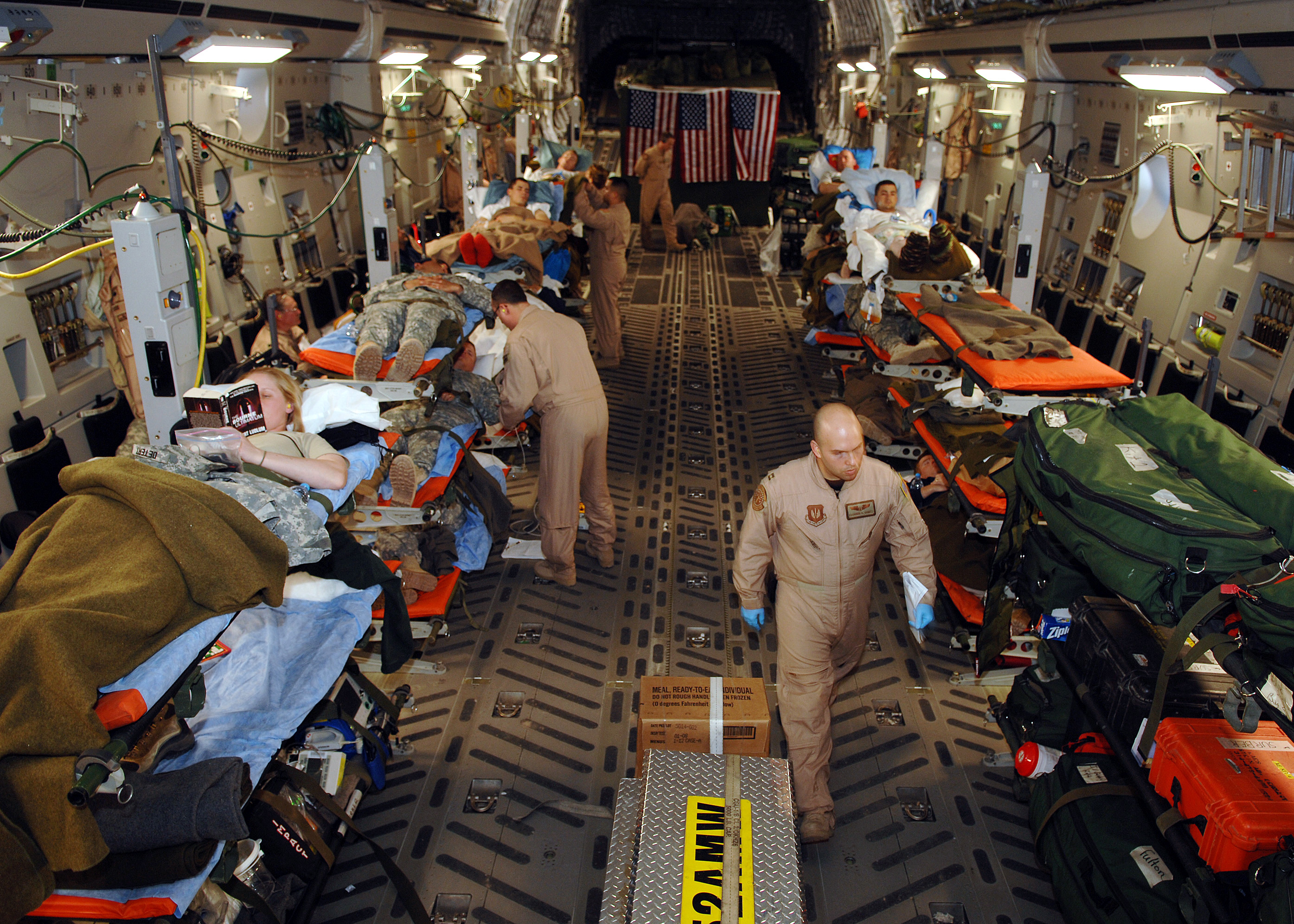
انتقال هواپزشکی بیماران مجروح توسط سی-۱۷ از بلد در عراق به رامشتاین در آلمان، سال ۲۰۰۷

در پاییز ۱۹۱۵، اولین ترابری هوایی پزشکی در صربستان در طول جنگ جهانی اول ثبت شد. یکی از سربازان بیمار در اولین ترابری هوایی پزشکی، میلان راستیسلاو استفانیک، خلبان داوطلب اسلواکی بود که توسط هوانورد فرانسوی Louis Paulhan به جای امنی منتقل شد.
ارتش آمریکا از این روش نجات در برمه در اواخر جنگ جهانی دوم با استفاده از بالگردهای سیکورسکی آر-۴ بهره برد. اولین نجات با بالگرد توسط ستوان دوم کارتر هارمن، در برمه تحت اشغال ژاپن انجام شد، که مجبور شد چندین بار پرش کند تا بالگرد آر-۴بی خود را به فرودگاه مخفی «گروه اول تکاوران هوایی» در قلمرو دشمن برساند و سپس چهار سفر از آنجا در ۲۵ و ۲۶ آوریل انجام داد تا خلبان آمریکایی و چهار سرباز مجروح بریتانیایی را یکی یکی نجات دهد. اولین تخلیه پزشکی زیر آتش در مانیل در سال ۱۹۴۵ انجام شد، زمانی که پنج خلبان، ۷۵ تا ۸۰ سرباز را تکی یا دو نفری در یک زمان تخلیه کردند.